# Chrysolina jiangi
Chrysolina jiangi é uma espécie de artrópode pertencente à família Chrysomelidae.